# Грузија на Европском првенству у атлетици на отвореном 2012.
Грузија је учествовала на 21. Европском првенству у атлетици на отвореном 2012. одржаном у Хелсинкију од 27. јуна до 1. јула. Ово је било шесто европско првенство у атлетици на отвореном на којем је Грузија учествовала. Репрезентацију Грузије представљало је петоро спортиста (3 мушкарца и 2 жене) који су се такмичили у пет дисциплина.
На овом првенству представници Грузије нису освојили ниједну медаљу, нити је оборен неки рекорд.

## Учесници
| Бр.    | Дисциплина    | Мушкарци            | Жене             | Укупно |
| ------ | ------------- | ------------------- | ---------------- | ------ |
| 1.     | 110 м препоне | Давид Иларијани     |                  | 1      |
| 2.     | Скок удаљ     | Болеслав Шкиртладзе | Мајко Гоголадзе  | 2      |
| 3.     | Скок увис     | Зураб Гогочури      |                  | 1      |
| 4.     | Бацање диска  |                     | Саломе Ригишвили | 1      |
| Укупно |               | 3                   | 2                | 5      |

## Резултати

### Мушкарци
| Атлетичар           | Дисциплина    | Лични рекорд | Квалификације | Квалификације | Полуфинале           | Полуфинале   | Финале               | Финале       | Детаљи |
| Атлетичар           | Дисциплина    | Лични рекорд | Резултат      | Место         | Резултат             | Место        | Резултат             | Место        | Детаљи |
| ------------------- | ------------- | ------------ | ------------- | ------------- | -------------------- | ------------ | -------------------- | ------------ | ------ |
| Давид Иларијани     | 110 м препоне | 13,67 НР     | 13,85         | 6. у гр. 2 кв | 13,88                | 7. у пф 2    | Није се квалификовао | 23 / 31 (33) |        |
| Зураб Гогочури      | Скок увис     | 16,87        | 2,10          | 16. у гр. А   |                      |              | Није се квалификовао | 28 / 32      |        |
| Болеслав Шкиртладзе | Скок удаљ     | 7,77         | 7,23          | 15. у гр. Б   | Није се квалификовао | 30 / 32 (37) |                      |              |        |

### Жене
| Атлетичар        | Дисциплина   | Лични рекорд | Квалификације | Квалификације | Финале                | Финале       | Детаљи |
| Атлетичар        | Дисциплина   | Лични рекорд | Резултат      | Место         | Резултат              | Место        | Детаљи |
| ---------------- | ------------ | ------------ | ------------- | ------------- | --------------------- | ------------ | ------ |
| Мајко Гоголадзе  | Скок удаљ    | 6,67 НР      | 5,71          | 14. у гр. Б   | Није се квалификовала | 28 / 29 (30) |        |
| Саломе Ригишвили | Бацање диска | 64,20        | 49,65         | 12. у гр. А   | Није се квалификовала | 24 / 25      |        |